# Prêmio Wolf
O Prêmio Wolf é um prêmio anual estabelecido desde 1978, destinado a cientistas e artistas vivos, concedido por "conquistas visando o interesse da humanidade e relações amigáveis entre povos, independente de nacionalidade, raça, cor, religião, sexo ou política".
Foi instituído por Ricardo Wolf, cientista nascido na Alemanha, diplomata cubano em Israel. Agracia seis campos: agricultura, química, matemática, medicina, física, e artes. Cada prêmio é dotado em US$ 100.000. Na área de ciências naturais está situado em caráter de relevância após o Prêmio Nobel e a Medalha Fields.

## Os seis Prêmios Wolf
- Prêmio Wolf de Agronomia
- Prêmio Wolf de Artes
- Prêmio Wolf de Física
- Prêmio Wolf de Matemática
- Prêmio Wolf de Medicina
- Prêmio Wolf de Química